# 里贝朗杜拉戈
里贝朗杜拉戈是巴西巴伊亚州的一个市镇。总面积1222.153平方公里，总人口18492人，人口密度15.1人/平方公里。